# Ecliptopera phrice
Ecliptopera phrice là một loài bướm đêm trong họ Geometridae.